# Times of Grace

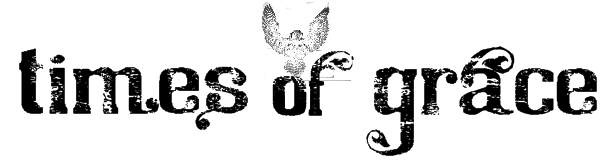
Logotyp zespołu

Times of Grace – amerykańska grupa muzyczna powstała w 2007 w formie projektu przez duet muzyków Adama Dutkiewicza i Jessego Leacha – w latach 1999–2002 oraz od 2012 występujących wspólnie w zespole Killswitch Engage.

## Historia

### Geneza
Początki zamysłu wspólnego projektu obu artystów sięgają 2007 roku. Podczas trasy koncertowej grupy Killswitch Engage w ramach Warped Tour, Adam Dutkiewicz doznał kontuzji pleców i trafił do szpitala. Przebywając w łóżku zaczął tworzyć muzykę – układał riffy leżąc z gitarą na brzuchu. Wspominał to później w jednym z wywiadów:

W głowie powstała mi wówczas cała płyta. Wówczas myślałem nawet, że nie będę już wcale chodził i te nagrania są o tym, że w mgnieniu oka mogą ci zostać odebrane wszystkie marzenia. Mówią o tym, jak wartkie i jak znikome jest wszystko oraz że ludzie powinni zatrzymać się i w chwilach zwątpienia przywołać pozytywne strony życia.

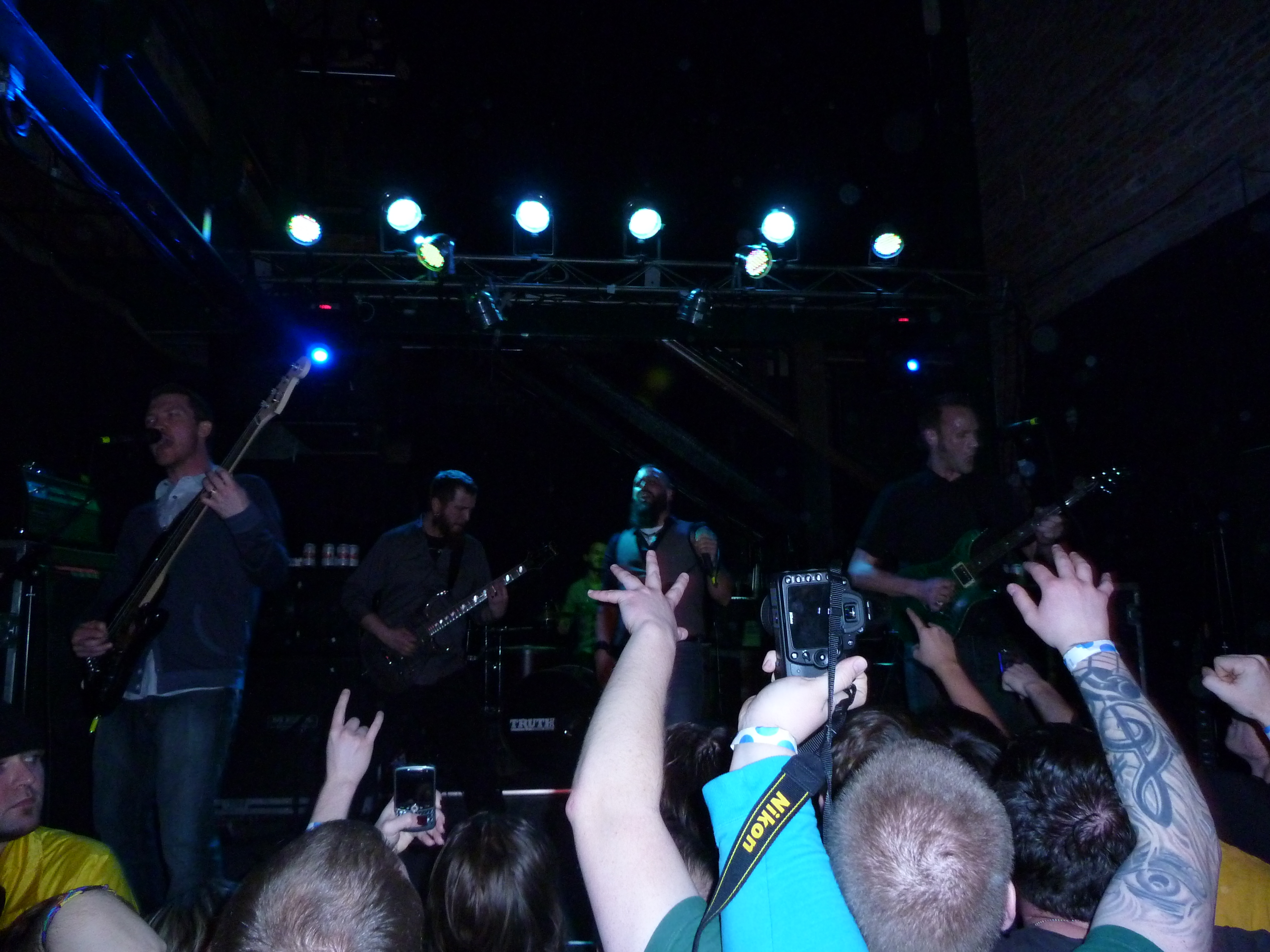
Zespół podczas debiutowego koncertu w Baltimore (2011)

Pod względem muzycznym materiał był według artysty „dość dziwny; metal i trochę ballady, jak również muzyki w stylu Neurosis”. (identyczną nazwę jak projekt Dutkiewicza i Leacha – „Times of Grace” – nosił album zespołu Neurosis z 1999 roku).
Następnie Dutkiewicz przy użyciu aparatu perkusyjnego zarejestrował demo i przekazał kopię Jessemu Leachowi (który w tym czasie wybierał się na tournée ze swoim ówczesnym zespołem Seemless). Wokalista stwierdził po tym:

Odsłuchałem materiał i poruszył mnie kompletnie. Był to najbardziej niezwykły kawał muzyki, jaki kiedykolwiek słyszałem. Natychmiast zacząłem pisać do niego teksty i większość ukończyłem podczas trasy. Gdy powróciłem z niej, zarejestrowałem demo i zdecydowaliśmy (z Adamem): „To jest to… To jest album naszych karier”. Chcieliśmy stworzyć metalowy Abbey Road. (…) Zdecydowaliśmy, że zamierzamy stworzyć pełne arcydzieło. I zrobiliśmy to. (…) Muszę przyznać, że nie jest to nasz ostatni album. Już teraz rozmawiamy o tworzeniu czegoś innego. Od lat mówimy ze sobą o zrobieniu albumu dream popowego w stylu wczesnego Radiohead. Obaj słuchamy brit popu, jak The Verve czy wczesny Coldplay. Więc możemy zrobić coś takiego... aczkolwiek w naszym własnym stylu, bo jesteśmy metalowcami. W idealnym położeniu chciałbym być metalową wersją Radioheada. Adam i ja jesteśmy muzycznymi bratnimi duszami i to nie będzie ostatnia rzecz, jaką ludzie od nas usłyszą.

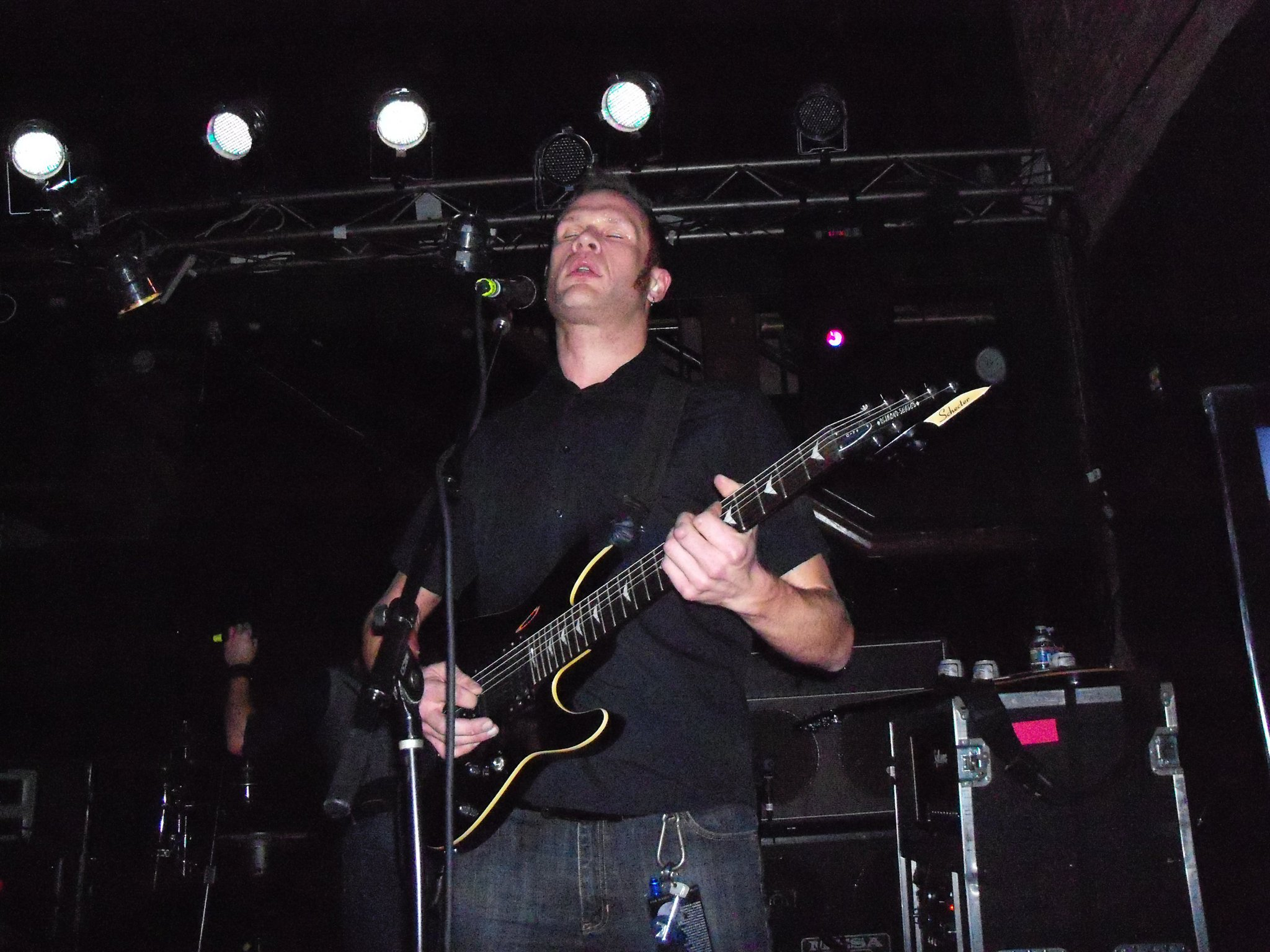
Adam Dutkiewicz (2011).

Jak wyznał Leach w październiku 2008 roku, muzyka projektu miała zawierać materiał sięgający „od słodkiego cichego śpiewu z łagodnymi gitarami i fortepianem do energetycznego melodyjnego hardcore punka, przez mocny emo pop rock aż do sludge i metalu”. Muzyk przyznał, że obaj z Adamem tworzą „rzeczy, jakich nigdy dotąd nie robili oraz że obaj wnoszą do tego zróżnicowane wokale”. W 2008 roku trwały nagrania zorientowane na wydanie albumu ich projektu Times of Grace. 2 grudnia Leach poinformował, że zostały one ukończone w 98% (wokalista zarejestrował wówczas swój krzyk i śpiew) i do zapisania pozostały tylko nieliczne partie instrumentalne. Na nagranym materiale swojego głosu użyczył także sam Dutkiewicz oraz jego siostra Becka (która w przeszłości udzieliła się wokalnie w utworze „My Last Serenade” na albumie Alive or Just Breathing Killswitch Engage). W 2009 roku ukończono nagrania materiału na wydawnictwo obu artystów i jak 21 maja przyznał sam wokalista: „Jestem szczęśliwy oznajmić, iż słuchałem tego albumu po raz pierwszy od miesięcy i wzruszył mnie do łez. Nie mogę być bardziej dumny i szczęśliwy z faktu, że Adam i ja nagraliśmy w końcu po latach rozmawiania o tym”. Wydawnictwo było pierwotnie planowane na 2009 rok, jednakże jak poinformował sam Leach: "wytwórnia płytowa", która zdecydowała się na wydanie tej płyty, odłożyła to na czas nieokreślony. Uczyniono to ze względu na strategię i politykę wydawcy. Artysta wyraził nadzieję, że płyta ujrzy światło dzienne w 2010 roku.

### Debiut
17 sierpnia 2010 roku pierwotnie poinformowano, iż debiutanckie dzieło obu muzyków, zatytułowane The Hymn of a Broken Man, wydane zostało 9 listopada 2010 roku nakładem wytwórni Roadrunner Records. Dutkiewicz i Leach, którzy osiągnęli sukces wydając w 2002 album Alive or Just Breathing grupy Killswitch Engage przyznali, że w żadnym razie nie chcieli tworzyć kontynuacji w stylu tejże płyty. Wedle ich deklaracji „jest to album oczyszczenia i katharsis dla każdego z nich, w którym zostali egzorcyzmowani z demonów i stworzyli muzykę agresywną jak i melodyjną”. Jesse Leach po raz kolejny wypowiedział się na temat albumu w następujący sposób:

W całym moim życiu nie miałem okazji napisać albumu, który byłby w stanie tak mnie ująć i chwycić za serce. Adam i ja mieliśmy naprawdę wspaniałe duchowe połączenie podczas pisania tego materiału. To jest nasza krew, pot i łzy. Krążek jest bardzo szczery. To po prostu takie nasze katharsis. (…) Chciałbym naprawdę zapewnić, że ten projekt… ten zespół, gdy już ujrzy światło dzienne, aby ludzie wiedzieli, że nie jest to Killswitch, nie jest to Seemless, nie jest to The Empire Shall Fall. To nasza własna rzecz. Chcę by wszystko było w porządku… Kiedy na samym początku zaczynaliśmy nagrywanie tego albumu, nie było rozmowy o tworzeniu zespołu czy graniu koncertów z nim. Było coś, co musieliśmy zrobić. Mieliśmy zejść się i nagrać to. Zatem nie było dla ograniczeń. Nie nagrywaliśmy tego z myślą „Och, a jak my to zagramy na żywo?”. Niektóre osoby będę podekscytowane, inne powiedzą: To nie jest 'Alive or Just Breathing'. Oczywiście, że nie jest. Nie chciałem by był. Minęło już prawie dziesięć lat od tego czasu. Jestem o wiele inną osobą, niż byłem wtedy.

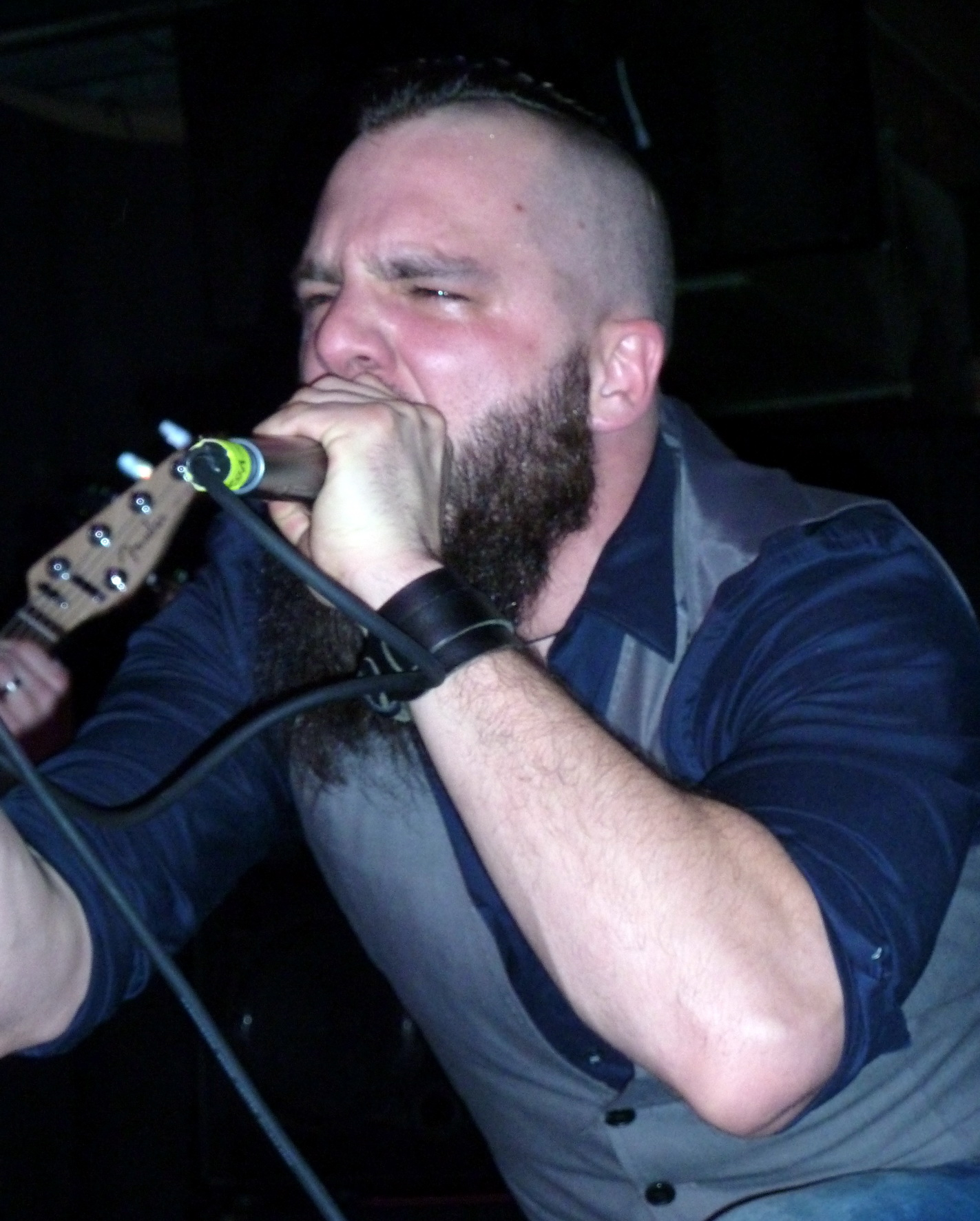
Jesse Leach (2011).

15 października 2010 wytwórnia Roadrunner poinformowała o udostępnieniu utworu „Strength in Numbers” do pobrania na swojej stronie internetowej. Do utworu nakręcono również teledysk (reżyserem jest Robby Starbuck). Jednakże premiera płyty została ponownie przesunięta – wyznaczono ją na 18 stycznia 2011 roku. Jednocześnie została przedstawiona lista utworów z nadchodzącej płyty. 21 października 2010 zaprezentowano ostateczną listę utworów oraz okładkę płyty. Na początku grudnia miała miejsce premiera teledysku do utworu „Strength in Numbers”. 7 grudnia zaprezentowano film wideo połączony wraz z premierowym utworem „Where the Spirit Leads Me”. Jest to pierwszy z materiałów wideo będących obrazem do wszystkich utworów z albumu.
W lutym 2011 odbyła się trasa koncertowa po Stanach Zjednoczonych. Do składu koncertowego projektu oprócz twórców Jessego Leacha (wokalista) i Adama Dutkiewicza (gitara, śpiew) dokooptowany został Joel Stroetzel (gitara – Killswitch Engage; w miejsce pierwotnie przewidzianego gitarzysty Pete’a Wichersa z grupy Soilwork), Daniel Struble (gitara basowa – niegdyś Five Pointe O) oraz Dan Gluszak (perkusja – Envy of The Coast). 25 stycznia 2011 zaprezentowano kolejny teledysk grupy – do utworu „The Forgotten One”. Po odbyciu trasy w USA, w czerwcu 2011 grupa wystąpiła na koncertach w Europie, także na letnich festiwalach. W tym czasie obowiązki basisty przejął Matt Bachand (gitarzysta grupy Shadows Fall). W sierpniu 2011 roku miał premierę kolejny teledysk grupy do utworu „Live in Love”, którego treść odnosi się do fundacji Rise Above Foundation, zajmującej się działalnością na rzecz potrzebujących dzieci.
Z uwagi na powrót Jessego Leacha do grupy Killswitch Engage, duet Times Of Grace zawiesił działalność.

### Kontynuacja
Pod koniec 2017 poinformowano, że Dutkiewicz i Leach rozpoczęli pracę nad rejestracją nowego albumu Times Of Grace w studio Signature Sound w San Diego, zaś do prac prócz obu muzyków został zaangażowany dotychczasowy perkusista grupy Dan Gluszak, który został w międzyczasie oficjalnym członkiem formacji. W czerwcu 2020 Jesse Leach poinformował, że nowy album grupy jest gotowy. Zapowiadając w 2020 materiał z drugiego albumu Jesse Leach powiedział, że będzie w nim mniej metalcore, a więcej heavy metalu, rock and rolla, eksperymentów i wpływów bluesowych oraz że płyta będzie lepsza niż debiut, natomiast Adam Dutkiewicz wyznał, że jest to jedna z najmroczniejszych rzeczy jakie dotąd napisał. W styczniu 2021 oficjalnie zapowiedziano premierę drugiego albumu Times of Grace na wiosnę 2021 tj. w 10 lat po wydaniu debiutanckiej płyty projektu.
16 lipca 2021 premierę miał drugi album grupy zatytułowany Songs of Loss and Separation. Duet twórców zdecydował się na wydanie albumu sposobem niezależnym w ramach założonej przez siebie wytwórni Wicked Good Records.

## Dyskografia
Albumy studyjne
- 2011: The Hymn of a Broken Man

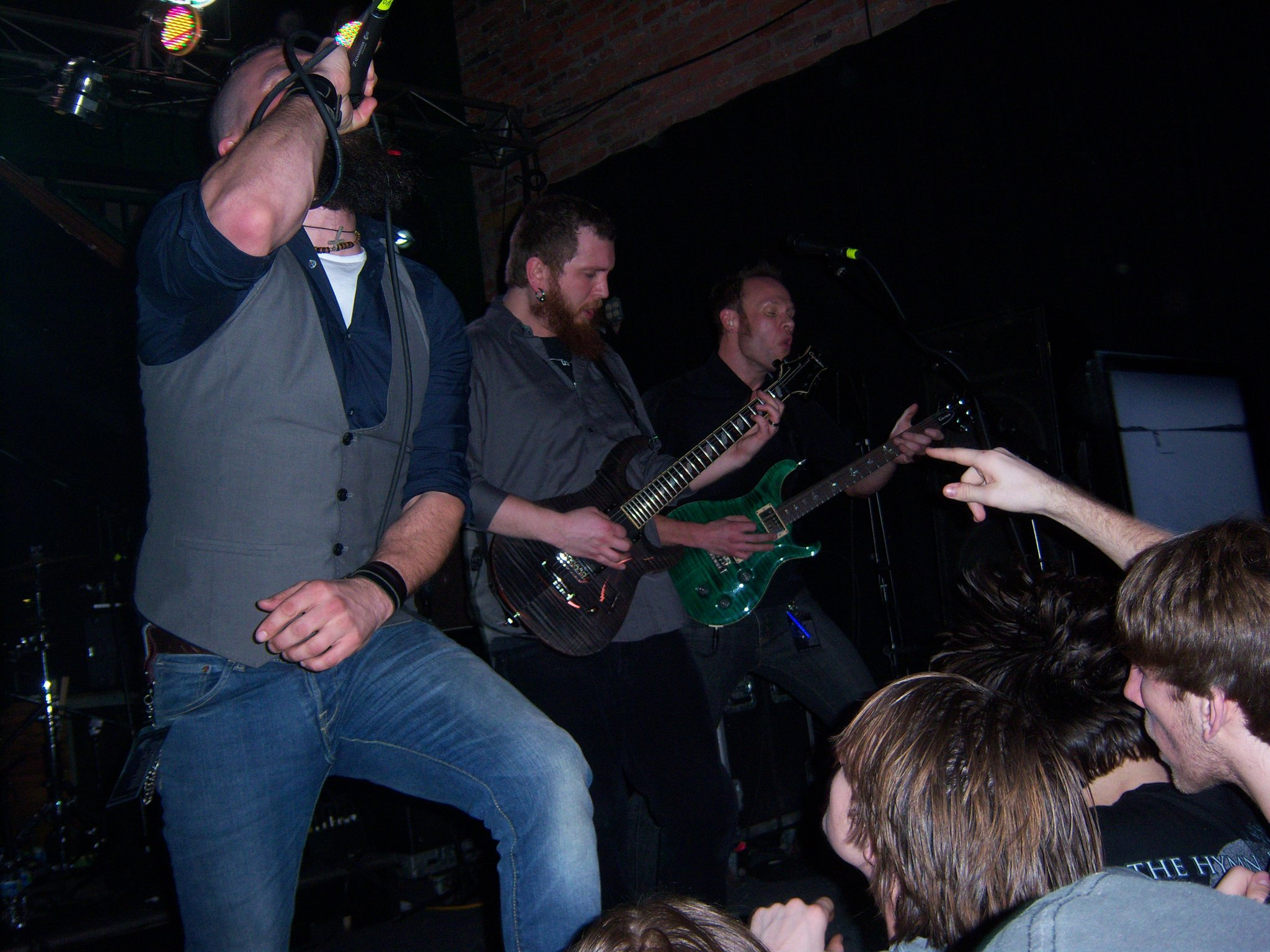
Times Of Grace podczas koncertu. W środku Joel Stroetzel.

- 2021: Songs of Loss and Separation

Single
- 2010: „Strength in Numbers”
- 2021: „The Burden Of Belief”

## Teledyski
- 2010: „Strength in Numbers” (reż Robby Starbuck)[35]
- 2011: „Where the Spirit Leads Me”[36]
- 2011: „The Forgotten One”[21]
- 2011: „Live in Love”
- 2021: „The Burden Of Belief” (reż. Nick Hipa)[37]
- 2021: „Medusa”[38]
- 2021: „Rescue”[39]
- 2021: „Mend You” (reż. Nick Hipa)[40]